# Internet-Terminal

Outdoor-Terminal mit Paravent (2007)

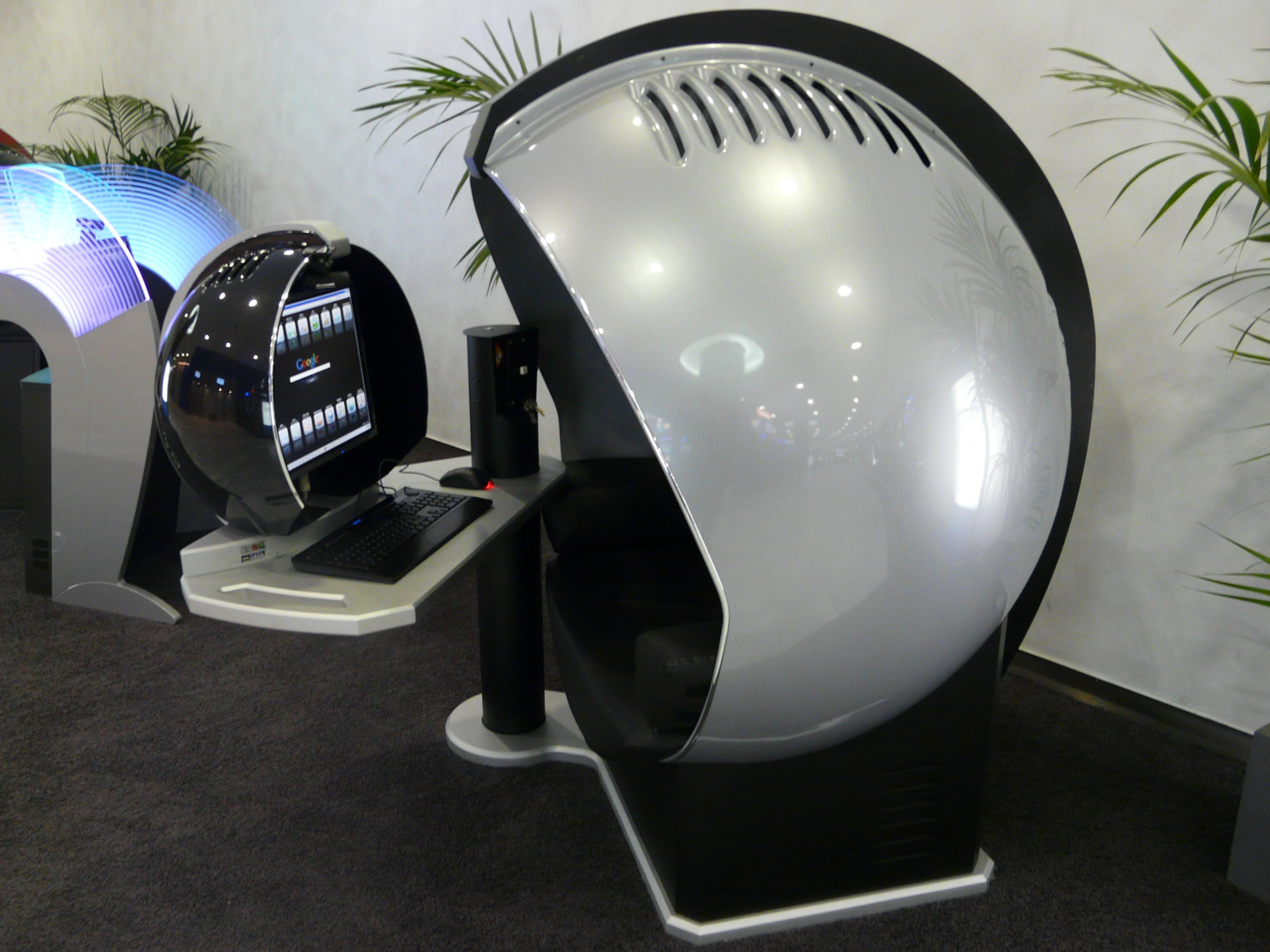
Internet-Terminal im Hotel (2011)

Internet-Terminals (auch: Surfterminal, Surfstation) sind ortsfeste technische Einrichtungen für den Internetzugang, die im öffentlichen oder im halböffentlichen Raum genutzt werden.
Ein Internet-Terminal braucht eine Kommunikationsverbindung ins Internet, um funktionsfähig zu sein. Ein Kiosksystem kann dagegen seinen Zweck auch dann erfüllen, wenn es dem Nutzer lediglich ermöglicht, auf Daten auf einem einzelnen PC oder in einem LAN zuzugreifen.
Es gibt Internet-Terminals, die auf der Straße genutzt werden und solche, die innerhalb von Gebäuden zur Verfügung stehen. Bei den Outdoor-Varianten kommen besonders robuste Industrie-PCs zum Einsatz, während bei den Indoor-Varianten in der Regel Standard-PCs verwendet werden.

## Abgrenzung gegenüber Geräten für die private Internet-Nutzung
Internet-Terminals, insbesondere wenn sie im Outdoor-Bereich zum Einsatz kommen, unterscheiden sich von privat genutzten Geräten für den Internetzugang zumeist in diesen Punkten:
- Der Zugriff auf die Software des PCs ist stark beschränkt. Es ist möglich, dass der Browser die einzige Software ist, die der Nutzer zu sehen bekommt.
- Alternativ wird der Zugriff des Nutzers auf den PC nur wenig oder sogar überhaupt nicht beschränkt. Dafür erfolgt am Ende der Nutzung eine automatische Systemwiederherstellung durch eine entsprechende Software[1] oder aufgrund des Hardware-Konzepts (etwa durch Boot von einer CD-ROM.[2])
- Statt der sonst üblichen Bedienung per Maus erfolgen die Nutzereingaben per Touchscreen.
- Als Tastatur dient oft eine wasserdichte Ausführung oder eine auf dem Touchscreen eingeblendete Tastatur.
- Es gibt Vorrichtungen für die Eingabe von Münzen oder einen Kartenleser.
- Verwendung finden selten auch barrierefreie Ausführungen mit elektrischer Höhenverstellung.[3]

## Die Internet-Terminals der Deutschen Telekom

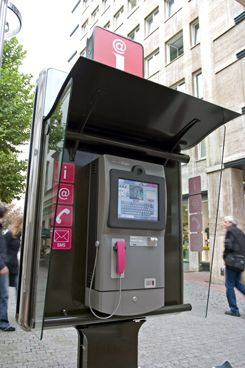
Internet-Terminal der Deutschen Telekom mit Touchscreen (2007)

Die Deutsche Telekom bezeichnet ihre Internet-Terminals als MultimediaStationen.
Deutschlandweit gab es im Februar 2008 mehr als 1000 dieser Stationen. Die Deutsche Telekom setzt zwei Modelle ein, die MMS 500 und die MMS 600.
Die MultimediaStationen bieten eine Mischung aus Internet-Terminal und Kiosksystem. Auf die Angebote des Kiosksystems kann kostenfrei zugegriffen werden. Es handelt sich dabei um Informationsdienste der jeweiligen Stadt und um die Webseiten der T-Com.
Wenn das Internet-Terminal zum Telefonieren genutzt werden soll, wird eine Tastatur auf dem Monitor eingeblendet. Für das Internet-Surfen und das Telefonieren gibt es separate Abrechnungsmodi.
In die MultimediaStationen ist eine Webcam integriert, sodass Videotelefonie möglich ist. Die Webcam kann auch Fotos vom Nutzer erstellen, die dieser dann über das Internet versenden kann.

### Software
Auf den MultimediaStationen wurde 2012 der Microsoft Internet Explorer 8 auf Windows XP (32 Bit) eingesetzt. Dabei sah der User den IE im Vollbildmodus, wobei alle Funktionen als Web-Anwendungen implementiert wurden:
- Bildschirmtastatur
- Telefonie
- SMS
- E-Mail
- Werbung
- „Browser im Browser“

Der Webzugriff wird dabei über einen Proxy geleitet, wobei jede MultimediaStation einen eindeutigen User-Agent sendet.

### Kernbereiche
Die MultimediaStationen finden Anwendung in den Bereichen:
- Stadt-Informationen
- Kultur
- Gastronomie
- Discotheken und Clubs[4]

## Jugendschutz am Internetterminal
Der Jugendschutz an Internet-Terminals wird in Deutschland durch den Jugendmedienschutz-Staatsvertrag (JMStV) sowie das Jugendschutzgesetz (JuSchG) geregelt. Online verfügbare Inhalte dürfen Kindern und Jugendlichen nur zugänglich gemacht werden, wenn unter Berücksichtigung der §§ 4 und 5 JMStV sichergestellt ist, dass eine Jugendbeeinträchtigung oder -gefährdung ausgeschlossen ist. Dies ist sicherzustellen durch
1. die Installierung einer geeigneten Filtersoftware,
2. die gelegentliche, stichprobenartige Kontrolle der aufgerufenen Seiten,
3. Kontroll- oder Servicepersonal,
4. die gelegentliche Kontrolle des Internetprotokolls sowie
5. eine einsehbare Aufstellung der Bildschirme.

Kindern und Jugendlichen nach § 12 Abs. 1 und § 13 JuSchG an gewerblichen und gemeinnützigen Internet-Terminals nur solche Spiele im on- oder offline Betrieb angeboten werden, die von den OLJB oder einer Organisation der freiwilligen Selbstkontrolle im Rahmen des Verfahrens nach § 14 Abs. 4 JuSchG freigegeben oder gekennzeichnet sind. Diesbezüglich kann auch eine schriftliche Erlaubnis der Eltern, mit der dem Kind die Nutzung von nicht für seine Altersgruppe freigegebenen Spielen erlaubt wird, diese Bestimmung nicht aufheben.
Es dürfen Kindern und Jugendlichen keine Spiele angeboten werden, die als Kennzeichen „keine Jugendfreigabe“ haben. Darüber hinaus muss sichergestellt sein, dass sie keinen Zugang zu Spielen haben, die nicht gekennzeichnet sind oder gar indiziert sind nach den Listen der Bundesprüfstelle für jugendgefährdende Medien (BPjM). Spiele ohne USK-Kennzeichnung, dazu gehören u. a. Importspiele, auch wenn sie in einer anderen als der deutschen Sprache verfasst sind, werden als „Spiele ohne Jugendfreigabe“ angesehen. Dabei ist unerheblich, ob die deutsche Fassung dieser Spiele gleichwohl von der USK eine Alterskennzeichnung erhalten hat. „Spiele ohne Kennzeichnung“ dürfen nach § 12 Abs. 3 JuSchG Kindern und Jugendlichen weder angeboten, überlassen oder sonst zugänglich gemacht werden. Das Prüfverfahren von Computer- und Konsolenspielen wird von der Unterhaltungssoftware Selbstkontrolle (USK) in Berlin durchgeführt.
Verstöße gegen jugendschutzrelevante Regelungen an Internet-Terminals sind eine Ordnungswidrigkeit und werden mit Bußgeldern von bis zu € 50.000,– bestraft. Diese Bußgelder richten sich nicht an die jungen Besucherinnen/Besucher der Einrichtung, sondern in der Regel gegen die Betreiber oder gegen erwachsene Personen, die den Kindern und Jugendlichen den Zugang zu den Computern gewährt haben.